# 4 maja
4 maja jest 124. (w latach przestępnych 125.) dniem w kalendarzu gregoriańskim. Do końca roku pozostaje 241 dni.

## Święta
- Imieniny obchodzą: Antonina, Damian, Damiana, Florian, Gościwit, Gotard, Grzegorz, January, Kasjan, Leonida, Lucyla, Michał, Paulin, Pelagia, Tekla, Teodora, Strzedziwoj, Sylwan i Wespazjan
- Chińska Republika Ludowa – Dzień Młodzieży
- Holandia – Dzień Pamięci Ofiar Wojny
- Japonia – Dzień Zieleni
- Międzynarodowe – Międzynarodowy Dzień Strażaka
- Namibia – Święto Cassingi
- Polska
  - Dzień Strażaka (od 2002 święto państwowe)
  - Dzień Hutnika, Dzień Kominiarza, Dzień Garncarza
- Tonga – Urodziny Księcia
- Wspomnienia i święta w Kościele katolickim[1][2] obchodzą:
  - św. Antonina z Nicei (męczennica)
  - św. Florian – patron strażaków, hutników, kominiarzy, garncarzy, piekarzy
  - św. Jan Houghton (kartuz) (również 25 października)
  - bł. Michał Giedroyć (zakonnik)
  - św. Ryszard Reynolds (zakonnik)
  - bł. Sandra Sabattini (dziewica)

## Wydarzenia w Polsce
- 1807 – W pałacu w Kamieńcu w Prusach Wschodnich Napoleon Bonaparte i wysłannik szacha Fatha Ali Szaha podpisali francusko-perski układ sojuszniczy.
- 1834 – Oficjalnie otwarto Cytadelę Warszawską.
- 1848 – Powstanie wielkopolskie: zwycięstwo wojsk pruskich w bitwie o Buk.
- 1863 – Powstanie styczniowe: w nocy z 4 na 5 maja oddział Ignacego Mystkowskiego urządził pod Stokiem zasadzkę na wojska carskie, odnosząc jedno z największych polskich zwycięstw podczas powstania.
- 1897 – W Szczecinie zwodowano transatlantyk „Kaiser Wilhelm der Große”.
- 1912 – W katastrofie kolejowej w okolicach wsi Marianka w dzisiejszym województwie lubuskim zginęły 24 osoby, a 16 zostało rannych.
- 1934 – Założono Polski Związek Inżynierów Budowlanych.
- 1935 – Śmiertelnie chory marszałek Józef Piłsudski został na własną prośbę przewieziony z kwatery w Generalnym Inspektoracie Sił Zbrojnych do Belwederu, gdzie zmarł 12 maja.
- 1944:
  - Oddział Armii Krajowej na lotnisku bielańskim zniszczył 5 samolotów.
  - W Owczarni na Lubelszczyźnie członkowie oddziału Armii Ludowej podstępnie rozbroili i zamordowali 18 żołnierzy Armii Krajowej, a 13 dalszych zranili.
- 1945 – Koło Świnoujścia zatonął trafiony bombami niemiecki krążownik HSK „Orion” z uchodźcami wojennymi. Zginęło 150 z ponad 4 tys. osób na pokładzie.
- 1950 – 29 górników zginęło w wybuchu metanu i pyłu węglowego w KWK „Jankowice” w Rybniku.
- 1957 – Założono Niemieckie Towarzystwo Kulturalno-Społeczne we Wrocławiu.
- 1973 – Premiera filmu Motyle w reżyserii Janusza Nasfetera.
- 1981:
  - Premiera komedii filmowej Miś w reżyserii Stanisława Barei.
  - Założono stowarzyszenie studentów i absolwentów prawa ELSA Poland.
- 1990 – Hutę im. Włodzimierza Lenina przemianowano na Hutę im. Tadeusza Sendzimira.
- 1994 – Na antenie TVP1 ukazało się premierowe wydanie programu rozrywkowego Śmiechu warte.
- 1998 – Ukazał się album Ostateczny krach systemu korporacji grupy Kult.

## Wydarzenia na świecie

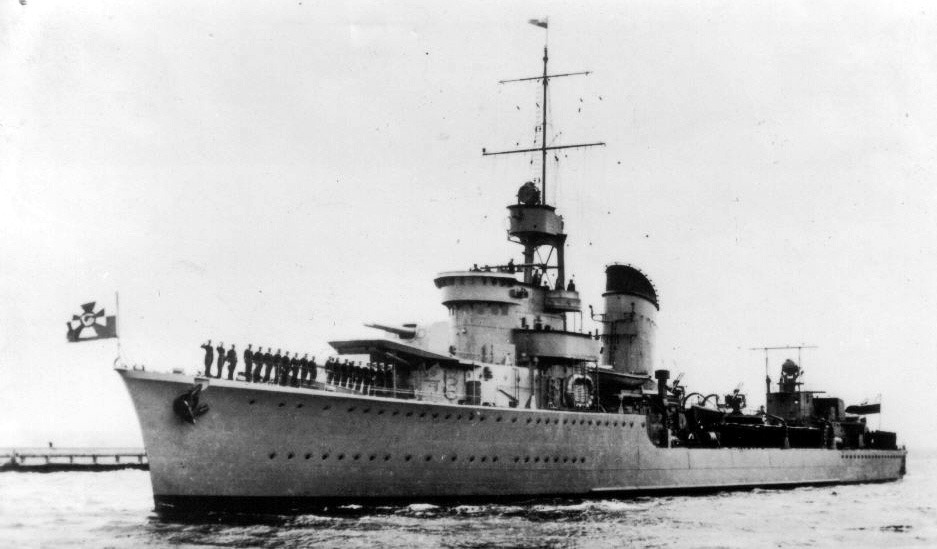
Niszczyciel ORP „Grom”

- 1201 – Burzące trzęsienie ziemi w Murau w austriackiej Górnej Styrii, odczuwane bardzo silnie w Czechach, na Morawach, w południowych i środkowych Niemczech oraz w Polsce.
- 1371 – Poświęcono kościół św. Idziego w Pradze.
- 1415 – Sobór w Konstancji potępił poglądy Johna Wycliffe’a.
- 1471 – Wojna Dwóch Róż: król Anglii Edward IV York pokonał Lancasterów w bitwie pod Tewkesbury.
- 1493 – Papież Aleksander VI podzielił ziemie Nowego Świata pomiędzy Hiszpanię i Portugalię.
- 1521 – W celu uchronienia Marcina Lutra od prześladowań, książę-elektor Saksonii Fryderyk III Mądry upozorował jego porwanie, a następnie, pod przybranym imieniem rycerza Jerzego, ukrył na 10 miesięcy na zamku Wartburg.
- 1552 – La Serena w Chile uzyskała prawa miejskie.
- 1570 – W Pradze król Hiszpanii Filip II Habsburg ożenił się po raz czwarty z Anną, córką cesarza Maksymiliana II Habsburga.
- 1592 – W Wiedniu odbył się ślub „per procura” króla Polski i wielkiego księcia litewskiego Zygmunta III Wazy z Anną Habsburżanką.
- 1626 – Holenderski żeglarz i zdobywca Peter Minuit wylądował na wyspie Manhattan.
- 1630 – Wojna persko-turecka: zwycięstwo wojsk tureckich w bitwie pod Mahidasztem.
- 1738 – W Petersburgu otwarto pierwszą w Rosji szkołę baletową – dzisiejszą Akademię Baletu Rosyjskiego im. Agrippiny Waganowej.
- 1776 – Rhode Island jako pierwsza kolonia amerykańska ogłosiła niezależność od Wielkiej Brytanii.
- 1780 – W Anglii odbyły się pierwsze Epsom Derby, dziś jeden z najbardziej prestiżowych na świecie wyścigów koni trzyletnich.
- 1793 – Rewolucja francuska: Konwent Narodowy wprowadził rządowe ceny maksymalne.
- 1799 – IV wojna z Królestwem Majsur: wojska brytyjskie zdobyły stolicę królestwa Srirangapatnę, w której obronie poległ jego władca Tipu Sultan.
- 1814 – Na Elbę przypłynął statek ze skazanym na zesłanie Napoleonem Bonaparte.
- 1823 – Wojna o niepodległość Brazylii: zwycięstwo floty brazylijskiej dowodzonej przez Thomasa Cochrane’a nad portugalską w bitwie koło Salvadoru.
- 1843 – Brytyjczycy utworzyli Kolonię Natalu w południowo-wschodniej Afryce.
- 1855 – Grupa najemników z Williamem Walkerem na czele wypłynęła z San Francisco w celu wsparcia rebeliantów w wojnie domowej w Nikaragui.
- 1862 – Wojna secesyjna: zakończyła się nierozstrzygnięta bitwa pod Yorktown.
- 1863 – Wojna secesyjna: zakończyła się nierozstrzygnięta bitwa pod Suffolk.
- 1867 – Gen. Sylvain Salnave został prezydentem Haiti.
- 1869 – Rozpoczęła się bitwa morska w zatoce Hakodate w Japonii.
- 1886:
  - Niemiecki astronom Robert Luther odkrył planetoidę (258) Tyche.
  - W wyniku wybuchu bomby rzuconej w stronę policjantów przez nieznanego sprawcę podczas demonstracji robotniczej w Chicago zginęło 12 osób.
- 1890 – Uruchomiono komunikację tramwajową w fińskim Turku.
- 1896:
  - Francuski astronom Auguste Charlois odkrył planetoidę (416) Vaticana.
  - Ukazało się pierwsze wydanie brytyjskiego dziennika „Daily Mail”.
- 1897 – 129 osób zginęło (w tym księżniczka bawarska Zofia Charlotta Wittelsbach) w wyniku pożaru wywołanego zapaleniem się taśmy filmowej podczas pokazu kinowego w Paryżu.
- 1900 – Założono niemiecki klub piłkarski 1. FC Nürnberg.
- 1904:
  - Amerykanie podjęli na nowo budowę Kanału Panamskiego, przerwaną przez Francuzów w 1889 roku.
  - Charles Stewart Rolls i Henry Royce podpisali w hotelu w Manchesterze umowę o założeniu przedsiębiorstwa motoryzacyjnego Rolls Royce.
  - Założono niemiecki klub piłkarski FC Schalke 04 Gelsenkirchen (jako Westfalia Schalke).
- 1905 – Estończyk pochodzenia niemieckiego George Hackenschmidt, pokonując w Nowym Jorku Amerykanina Toma Jenkinsa, został pierwszym posiadaczem oryginalnego mistrzostwa świata w wrestlingu.
- 1910 – Miasto Cartago w Kostaryce zostało całkowicie zniszczone przez trzęsienie ziemi, w wyniku którego zginęło ok. 1500 osób.
- 1911 – Z Bremerhaven wypłynął statek „Deutschland” z niemiecką wyprawą na Antarktydę pod wodzą Wilhelma Filchnera.
- 1912 – Wojna włosko-turecka: rozpoczęła się bitwa o Rodos.
- 1914 – Premiera filmu Bójka na deszczu, pierwszego całkowicie zrealizowanego przez Charliego Chaplina.
- 1917 – I wojna światowa: 412 osób zginęło w wyniku zatopienia przewożącego żołnierzy brytyjskiego statku „Transylvania” przez niemiecki okręt podwodny SM U-63(inne języki) w Zatoce Genueńskiej.
- 1918 – Francuski marszałek Ferdinand Foch został naczelnym wodzem sił ententy na wszystkich frontach.
- 1919 – W Chinach powstał Ruch 4 Maja skierowany przeciwko postanowieniom traktatu wersalskiego.
- 1924:
  - W Niemczech odbyły się wybory do Reichstagu.
  - W Paryżu rozpoczęły się VIII Letnie Igrzyska Olimpijskie.
- 1929:
  - Ernst Streeruwitz został kanclerzem i jednocześnie ministrem spraw zagranicznych Austrii.
  - Premiera pierwszego filmu dźwiękowego z udziałem duetu Flip i Flap Unaccustomed As We Are.
- 1930:
  - Brytyjczycy aresztowali Mahatmę Gandhiego.
  - W wyniku pożaru w Nashua w amerykańskim stanie New Hampshire zniszczeniu uległo ponad 200 budynków.
- 1931 – Urzędujący prezydent Mustafa Kemal Atatürk został wybrany przez Wielkie Zgromadzenie Narodowe Turcji na trzecią kadencję.
- 1932:
  - Skazany na 11 lat pozbawienia wolności za oszustwa podatkowe Al Capone został przewieziony do ciężkiego więzienia federalnego w Atlancie.
  - W mieszkaniu w dzielnicy Sztokholmu Atlasie policja znalazła zwłoki 32-letniej prostytutki Lilly Lindeström, na której nieznany sprawca (nazwany „Wampirem z Atlasu“) dopuścił się morderstwa określanego jako „wampiryczne”.
  - Zawarto estońsko-radziecki pakt o nieagresji.
- 1939 – Ukazała się powieść Finneganów tren, ostatnia w dorobku irlandzkiego pisarza Jamesa Joyce’a.
- 1940 – Kampania norweska: pod Narwikiem niemieckie samoloty zatopiły niszczyciel ORP „Grom”, w wyniku czego zginęło 59 członków załogi.
- 1941 – Kampania wschodnioafrykańska: rozpoczęła się włosko-brytyjska bitwa pod Amba Alagi.
- 1942 – Wojna na Pacyfiku: rozpoczęła się bitwa na Morzu Koralowym.
- 1943 – Bitwa o Atlantyk: na zachód od hiszpańskiego Przylądka Fisterra zderzyły się i zatonęły niemieckie okręty podwodne U-659 i U-439; na południe od Irlandii brytyjski bombowiec Consolidated B-24 Liberator zatopił bombami głębinowymi niemiecki okręt podwodny U-109 wraz z całą, 52-osobową załogą.
- 1944:
  - Bitwa o Atlantyk: kanadyjski bombowiec Vickers Wellington zatopił w Zatoce Biskajskiej bombami głębinowymi niemiecki okręt podwodny U-846 wraz z całą, 57-osobową załogą.
  - Premiera amerykańskiego dramatu psychologicznego Gasnący płomień w reżyserii George’a Cukora.
- 1945:
  - Hans Frank został aresztowany przez porucznika amerykańskiego wywiadu wojskowego Waltera Steina w bawarskiej miejscowości Neuhaus am Schliersee, gdzie zorganizował „filię Generalnego Gubernatorstwa w Polsce”.
  - Skapitulowały oddziały niemieckie znajdujące się w północno-zachodnich Niemczech i Danii.
  - Wojska brytyjskie zajęły opuszczony obóz koncentracyjny Neuengamme w Hamburgu.
- 1949:
  - Premiera musicalu filmowego Przygoda na Broadwayu w reżyserii Charlesa Waltersa.
  - Samolot z wracającą z Lizbony drużyną piłkarską AC Torino rozbił się na wzgórzu koło Turynu, w wyniku czego zginęło wszystkich 31 osób na pokładzie.
- 1952 – Położono kamień węgielny pod budowę kościoła Świętego Jana Chrzciciela w Xewkija na należącej do Malty wyspie Gozo.
- 1953 – Ernest Hemingway otrzymał Nagrodę Pulitzera za opowiadanie Stary człowiek i morze.
- 1954 – Gen. Alfredo Stroessner dokonał wojskowego zamachu stanu w Paragwaju.
- 1959:
  - Dokonano oblotu szwajcarskiego wielozadaniowego samolotu transportowego Pilatus PC-6.
  - Odbyła się 1. ceremonia wręczenia amerykańskich nagród muzycznych Grammy (za rok 1958).
- 1963:
  - 64 osoby zginęły w pożarze kina w senegalskim mieście Diourbel.
  - Ponad 185 osób zginęło w wyniku zatonięcia przepełnionego statku na Nilu w Egipcie.
- 1964:
  - Na Malcie zakończyło się trzydniowe referendum, w którym 54,5% głosujących opowiedziało się za przyjęciem nowej konstytucji.
  - W angielskim Birmingham została założona grupa rockowa The Moody Blues.
- 1969 – Francuska Sekcja Międzynarodówki Robotniczej przekształciła się w Partię Socjalistyczną.
- 1970 – Gwardia Narodowa zastrzeliła 4 i zraniła 9 studentów uniwersytetu w Kent w stanie Ohio, protestujących przeciwko wojnie wietnamskiej.
- 1971 – 31 osób zginęło w wyniku osunięcia ziemi w miejscowości Saint-Jean-Vianney w kanadyjskiej prowincji Quebec.
- 1974:
  - Japonki Mieko Mori, Naoko Nakaseko i Masako Uchida jako pierwsze w historii kobiety osiągnęły wierzchołek ośmiotysięcznika (Manaslu w Himalajach).
  - W amerykańskim Spokane rozpoczęła się wystawa EXPO'74.
- 1976 – 24 osoby zginęły, a kilkadziesiąt zostało rannych w zderzeniu dwóch pociągów pasażerskich w holenderskim mieście Schiedam.
- 1979 – Stojąca na czele Partii Konserwatywnej Margaret Thatcher została pierwszą kobietą-premierem Wielkiej Brytanii.
- 1982 – Wojna o Falklandy: brytyjski niszczyciel HMS „Sheffield” został trafiony argentyńskim pociskiem Exocet, w wyniku czego zginęło 20 marynarzy, a 26 odniosło rany lub doznało zatrucia; rząd Irlandii premiera Charlesa Haugheya oficjalnie sprzeciwił się nałożeniu przez EWG sankcji gospodarczych na Argentynę.
- 1985 – W Göteborgu odbył się 30. Konkurs Piosenki Eurowizji.
- 1988 – W Henderson w stanie Nevada doszło do wybuchu w zakładach chemicznych, w wyniku którego zginęły 2 osoby, a 372 zostały ranne.
- 1990 – Rada Najwyższa Łotewskiej SRR ogłosiła deklarację niepodległości od ZSRR i przywrócenia Republiki Łotewskiej.
- 1991 – W Rzymie odbył się 36. Konkurs Piosenki Eurowizji.
- 1992 – W Kansas City został aresztowany seryjny morderca Kenneth McDuff.
- 1994 – Premier Izraela Icchak Rabin i przewodniczący OWP Jaser Arafat podpisali w Kairze porozumienie o autonomii Strefy Gazy i Jerycha.
- 1996 – José María Aznar został premierem Hiszpanii.
- 1998:
  - Amerykański terrorysta Ted Kaczynski (znany jako „Unabomber”) został skazany przez sąd w Sacramento w Kalifornii na karę dożywotniego pozbawienia wolności.
  - Nowo mianowany komendant watykańskiej Gwardii Szwajcarskiej Alois Estermann i jego żona zostali zastrzeleni przez gwardzistę Cédrica Tornaya, który popełnił następnie samobójstwo.
- 2000:
  - Ken Livingstone został pierwszym burmistrzem Londynu.
  - Wirus komputerowy ILOVEYOU w ciągu jednego dnia rozprzestrzenił się po całym świecie, infekując 10% komputerów mających dostęp do Internetu i powodując straty w wysokości 5,5 mld dolarów.
- 2001 – Otwarto nowy budynek Milwaukee Art Museum, zaprojektowany przez hiszpańskiego architekta Santiago Calatravę Vallsa.
- 2002:
  - Należący do EAS Airlines samolot BAC One-Eleven lecący z Kano do Lagos w Nigerii rozbił się w trakcie podchodzenia do lądowania, uderzając w budynki mieszkalne. Zginęło 149 osób (71 na pokładzie i 78 na ziemi).
  - Po raz pierwszy obchodzono Światowy Dzień Sprawiedliwego Handlu.
- 2003 – Maria Maravillas od Jezusa została kanonizowana w Madrycie przez papieża Jana Pawła II.
- 2007 – Tornado zniszczyło Greensburg w stanie Kansas.
- 2008 – 5 milicjantów zginęło w zamachu bombowym w stolicy Czeczenii Groznym.
- 2009:
  - Południowokoreański niszczyciel udaremnił atak somalijskich piratów na północnokoreański statek handlowy.
  - W strzelaninie na weselu w okolicach Mardin w południowo-wschodniej Turcji zginęły 44 osoby, a 6 zostało rannych.
- 2014 – Juan Carlos Varela wygrał wybory prezydenckie w Panamie.
- 2015 – W stolicy Malty Valletcie oddano do użytku nową siedzibę parlamentu.
- 2017 – Bojko Borisow został po raz trzeci premierem Bułgarii.
- 2018 – W związku z wprowadzeniem systemu prezydenckiego w Czadzie zniesiono urząd premiera.
- 2023 – 8 osób zginęło, a 13 zostało rannych w strzelaninach nieopodal miasta Mladenovac w Serbii.

## Eksploracja kosmosui zdarzenia astronomiczne
- 1967 – Została wystrzelona amerykańska sonda księżycowa Lunar Orbiter 4.
- 1989 – Z pokładu wahadłowca Atlantis została wystrzelona sonda kosmiczna Magellan przeznaczona do badań Wenus.
- 2004 – Całkowite zaćmienie Księżyca.

## Urodzili się
- 1008 – Henryk I, król Francji (zm. 1060)
- 1255 – Benwenuta Bojani, włoska tercjarka dominikańska, błogosławiona (zm. 1292)
- 1476 – Karol I Podiebradowicz, książę oleśnicki i ziębicki, starosta generalny Śląska (zm. 1536)
- 1507 – Juan de Vera, hiszpański duchowny katolicki, arcybiskup Salerno, kardynał (ur. 1453)
- 1570 – Girolamo Rainaldi, włoski architekt (zm. 1655)
- 1611 – Carlo Rainaldi, włoski architekt (zm. 1691)
- 1622 – Juan de Valdés Leal, hiszpański malarz, rytownik (zm. 1690)
- 1654 – Kangxi, cesarz Chin (zm. 1722)
- 1655 – Bartolomeo Cristofori, włoski muzyk, budowniczy instrumentów muzycznych (zm. 1731)
- 1715:
  - Richard Graves, brytyjski pisarz (zm. 1804)
  - Hieronim Florian Radziwiłł, książę Świętego Cesarstwa Rzymskiego, podczaszy wielki litewski, chorąży wielki litewski (zm. 1760)
- 1718 – Jean-Philippe de Chéseaux, szwajcarski posiadacz ziemski, astronom, matematyk (zm. 1751)
- 1725 – Albert Brunswick-Lüneburg, książę brunszwicki, generał pruski (zm. 1745)
- 1733 – Jean-Charles de Borda, francuski fizyk, matematyk (zm. 1799)
- 1735 – Luigi Gazzoli, włoski kardynał (zm. 1809)
- 1749 – Charlotte Turner Smith, brytyjska poetka, pisarka (zm. 1806)
- 1757 – Piotr Adrian Toulorge, francuski duchowny katolicki, męczennik, błogosławiony (zm. 1793)
- 1762:
  - Johann Heinrich Abicht, niemiecki filozof (zm. 1816)
  - Karol Otto Kniaziewicz, polski generał dywizji, działacz emigracyjny (zm. 1842)
- 1768 – Ludwika Kurnatowska, polska szlachcianka (zm. 1795)
- 1772 – Friedrich Arnold Brockhaus, niemiecki księgarz, wydawca (zm. 1823)
- 1776 – Johann Friedrich Herbart, niemiecki filozof, psycholog, pedagog (zm. 1841)
- 1777:
  - Richard Bourke, brytyjski prawnik, wojskowy, administrator kolonialny (zm. 1855)
  - Louis Jacques Thénard, francuski chemik (zm. 1857)
- 1778 – Michaił Magnicki, rosyjski działacz państwowy, publicysta, poeta (zm. 1844)
- 1784 – Heinrich Boie, niemiecki zoolog (zm. 1827)
- 1795 – José Gregorio Monagas, wenezuelski generał w czasie walk o niepodległość, polityk, prezydent Wenezueli (zm. 1858)
- 1796:
  - Horace Mann, amerykański pedagog, polityk (zm. 1859)
  - William Pennington, amerykański polityk (zm. 1862)
  - William H. Prescott, amerykański historyk (zm. 1859)
- 1797 – Florian Sawiczewski, polski farmaceuta, chemik, lekarz (zm. 1876)
- 1798 – Stanisław Janicki, polski matematyk, pedagog, pisarz (zm. 1855)
- 1799 – Jan Nepomucen Rostworowski, polski ziemianin, etnograf, pisarz, kompozytor, polityk (zm. 1847)
- 1803 – Jan Nepomucen Niemojowski, polski działacz narodowościowy (zm. 1873)
- 1805 – Wilhelm Ludwig Ewald Schmidt, niemiecki botanik, entomolog, położnik (zm. 1843)
- 1808 – Augustín Fernando Muñoz, hiszpański arystokrata (zm. 1873)
- 1810 – Aleksander Colonna-Walewski, polski i francuski hrabia, polityk, syn Napoleona Bonapartego i Marii Walewskiej (zm. 1868)
- 1815 – Franz Adam, niemiecki malarz batalista (zm. 1886)
- 1816 – Jurij Szylder-Szuldner, rosyjski generał lejtnant (zm. 1878)
- 1817 – Florian Ceynowa, kaszubski działacz narodowy, lekarz, badacz folkloru i języka kaszubskiego (zm. 1881)
- 1819 – Florian Miładowski, polski kompozytor, pianista, dyrygent, pedagog (zm. 1889)
- 1822 – Charles-Eugène Boucher de Boucherville, kanadyjski polityk, premier Quebecu (zm. 1915)
- 1825 – Thomas Henry Huxley, brytyjski zoolog, filozof (zm. 1895)
- 1826:
  - Frederic Edwin Church, amerykański malarz (zm. 1900)
  - Leon Kapliński, polski malarz, działacz społeczny (zm. 1873)
- 1827 – John Hanning Speke, brytyjski oficer, podróżnik (zm. 1864)
- 1830 – Alberto Blest Gana, chilijski pisarz (zm. 1920)
- 1835:
  - Alexander Baring, brytyjski arystokrata, polityk (zm. 1889)
  - Wilhelm Hermann von Lindheim, niemiecki przemysłowiec (zm. 1898)
- 1837 – Theodor Rosetti, rumuński pisarz, dziennikarz, polityk, premier Rumunii (zm. 1932)
- 1844 – Belle Boyd, amerykańska aktorka, szpieg konfederacki (zm. 1900)
- 1845 – William Kingdon Clifford, brytyjski matematyk, filozof (zm. 1879)
- 1846:
  - Eduard Jan Brynych, czeski duchowny katolicki, biskup kralowohradecki (zm. 1902)
  - Émile Gallé, francuski projektant (zm. 1904)
- 1848 – Marcella Borkowska, polska aktorka (zm. 1911)
- 1851 – Thomas Wilmer Dewing, amerykański malarz (zm. 1938)
- 1852:
  - Alice Liddell, Angielka, pierwowzór postaci Alicji z Alicji w krainie czarów Lewisa Carrolla (zm. 1934)
  - Roswell Park, amerykański chirurg (zm. 1914)
- 1854:
  - Władysław Floriański, polski śpiewak i reżyser operowy (zm. 1911)
  - Raymond Charles Péré, francuski architekt (zm. 1929)
- 1858 – Józef Konstanty Palędzki, polski dziennikarz, działacz narodowy (zm. 1927)
- 1860 – Emil Nikolaus von Rezniček, austriacki kompozytor pochodzenia czesko-rumuńskiego (zm. 1945)
- 1861:
  - Jan Bis, polski rolnik, polityk (zm. 1915)
  - Robert Resiger, polski chemik, drukarz, działacz społeczny pochodzenia niemieckiego (zm. 1943)
  - Lew Sternberg, rosyjski etnograf (zm. 1927)
- 1863 – Edmund Osterloff, polski fotograf (zm. 1938)
- 1868 – Stanisław Graeve polski etnograf, krajoznawca pochodzenia niemieckiego (zm. 1912)
- 1870 – Teofil Potowski, polski działacz polonijny na Powiślu (zm. 1946)
- 1873:
  - Joe De Grasse, kanadyjski reżyser filmowy (zm. 1940)
  - Julius Seyler, niemiecki łyżwiarz szybki (zm. 1955)
- 1874:
  - Juliusz Bonati, albański jezuita, męczennik, błogosławiony (zm. 1951)
  - Julius Braathe, norweski strzelec sportowy (zm. 1914)
  - Frank Conrad, amerykański inżynier, wynalazca (zm. 1941)
  - Bernhard Hoetger, niemiecki rzeźbiarz, malarz, architekt, rzemieślnik (zm. 1949)
  - Ramiro de Maeztu, hiszpański dziennikarz, dyplomata, polityk, myśliciel polityczny (zm. 1936)
- 1875 – Wojciech Weiss, polski malarz (zm. 1950)
- 1877 – Mordechaj Gebirtig, żydowski poeta, pieśniarz ludowy, aktor (zm. 1942)
- 1879 – Leonid Mandelstam, rosyjski fizyk pochodzenia żydowskiego (zm. 1944)
- 1880:
  - Mykoła Masłow, ukraiński prawnik, działacz społeczny, polityk, senator RP (zm. 1942)
  - Bruno Taut, niemiecki architekt, urbanista (zm. 1938)
- 1881:
  - Aleksander Kiereński, rosyjski polityk, premier Rządu Tymczasowego (zm. 1970)
  - Florian Sobieniowski, polski tłumacz, krytyk literacki (zm. 1964)
- 1883 – Grimoaldo, włoski pasjonista, błogosławiony (zm. 1902)
- 1885 – Américo Castro, hiszpański filolog, historyk (zm. 1972)
- 1887 – Owen O’Malley, brytyjski dyplomata (zm. 1974)
- 1888:
  - Witold Kapciuk, kapitan artylerii Wojska Polskiego (zm. 1940)
  - Walenty Prokulski, polski jezuita, biblista, tłumacz (zm. 1968)
- 1889:
  - Ferdynand Machay – polski ksiądz katolicki, infułat, działacz niepodległościowy na Orawie, senator II RP (zm. 1967)
  - Francis Spellman, amerykański kardynał (zm. 1967)
- 1890:
  - Artur Kolnik, polsko-francuski malarz, grafik pochodzenia żydowskiego (zm. 1972)
  - Angelo Zorzi, włoski gimnastyk (zm. 1974)
- 1891 – Jan Gajzler, polski poeta (zm. 1940)
- 1892 – Otto Rosenfeld, niemiecki pilot wojskowy, as myśliwski (zm. 1918)
- 1894 – Stanisław Styrczula, polski dyplomowany oficer piechoty (zm. 1940)
- 1895 – René Mayer, polityk francuski, premier Francji (zm. 1972)
- 1897 – Helena Więckowska, polska historyk, bibliolog, profesor (zm. 1984)
- 1898 – Halina Górska, polska pisarka (zm. 1942)
- 1899 – Fritz von Opel, niemiecki przedsiębiorca motoryzacyjny (zm. 1971)
- 1900:
  - Antun Augustinčić, chorwacki rzeźbiarz (zm. 1979)
  - Edoardo Garzena, włoski bokser (zm. 1984)
  - Zofia Grabowska, polska tancerka (zm. 1970)
  - Janina Klatt, polska pedagog, działaczka konspiracyjna (zm. 1943)
  - Stanisław Mglej, polski lekarz weterynarii, polityk emigracyjny (zm. 1976)
- 1901:
  - Jerzy Bajan, polski pilot wojskowy i sportowy (zm. 1967)
  - Florian Barciński, polski geograf, ekonomista (zm. 1987)
  - Roman Kanafoyski, polski komandor porucznik (zm. 1947)
- 1902 – Michaił Michajłow, radziecki polityk (zm. 1938)
- 1903:
  - Luther Adler, amerykański aktor, dyrektor teatru (zm. 1984)
  - Mario Lusiani, włoski kolarz torowy i szosowy (zm. 1964)
  - Anna Monika Saska, saksońska księżniczka (zm. 1976)
- 1904:
  - Joaquín García-Morato, hiszpański pilot wojskowy, as myśliwski (zm. 1939)
  - Umm Kulsum, egipska piosenkarka (zm. 1975)
  - Josef Pieper, niemiecki filozof katolicki (zm. 1997)
  - Bruno Wolke, niemiecki kolarz szosowy (zm. 1973)
- 1906 – Władysław Czaykowski, polski ekonomista rolniczy, wykładowca akademicki (zm. 1977)
- 1907 – Maxence van der Meersch, francuski pisarz pochodzenia flamandzkiego (zm. 1951)
- 1908 – Wolrad Eberle, niemiecki lekkoatleta, wieloboista (zm. 1949)
- 1909:
  - Wacław Komar, polski generał brygady (zm. 1972)
  - Włodzimierz Kurec, polski przemysłowiec, pilot, kierowca rajdowy (zm. 1972)
- 1910:
  - Matthias Volz, niemiecki gimnastyk (zm. 2004)
  - Jerzy Waldorff, polski pisarz, publicysta, krytyk muzyczny, działacz społeczny (zm. 1999)
- 1911 – Gurcharan Singh Grewal, indyjski hokeista na trawie (zm. 1949)
- 1912 – Mikołaj Dachów, polski działacz ludowy, polityk, poseł na Sejm Ustawodawczy (zm. 1971)
- 1913
  - Anna Kutrzeba-Pojnarowa, polska etnograf, profesor nauk humanistycznych (zm. 1993)
  - Agnelo Rossi, brazylijski duchowny katolicki, arcybiskup São Paulo, kardynał (zm. 1995)
- 1914 – Zijodullo Szahidi, tadżycki muzyk (zm. 1985)
- 1915:
  - Ran Laurie, brytyjski wioślarz (zm. 1998)
  - Florian Marciniak, polski instruktor harcerski, harcmistrz, naczelnik Szarych Szeregów (zm. 1944)
  - Lucjan Motyka, polski polityk, poseł na Sejm PRL, minister kultury i sztuki, działacz sportowy, dyplomata (zm. 2006)
- 1916 – Jane Jacobs, amerykańsko-kanadyjska dziennikarka, publicystka, pisarka (zm. 2006)
- 1917:
  - Nick Joaquin, filipiński prozaik, poeta, dramaturg (zm. 2004)
  - Jan Pocek, polski pisarz ludowy, działacz społeczny i literacki (zm. 1971)
- 1918:
  - Piełagieja Daniłowa, rosyjska gimnastyczka (zm. 2001)
  - Adam Hoffmann, polski rysownik, grafik, malarz (zm. 2001)
  - Nehemia Maseribane, lesotyjski polityk, premier Basuto (od 1966 roku Lesotho) (zm. 1986)
  - Przemysław Ogrodziński, polski polityk, dyplomata (zm. 1993)
  - Kakuei Tanaka, japoński polityk, premier Japonii (zm. 1993)
- 1920:
  - Halle Janemar, szwedzki kolarz torowy, łyżwiarz szybki (zm. 2016)
  - Tadeusz Kwiatkowski, polski pisarz, satyryk, działacz kulturalny (zm. 2007)
  - Kazimierz Sheybal, polski reżyser filmów dokumentalnych (zm. 2003)
- 1921:
  - Harry Daghlian, amerykański fizyk pochodzenia ormiańskiego (zm. 1945)
  - Edo Murtić, chorwacki malarz (zm. 2005)
- 1922:
  - John Alexander Armstrong, amerykański historyk, historyk idei, sowietolog, wykładowca akademicki (zm. 2010)
  - Howie Dallmar, amerykański koszykarz (zm. 1991)
  - Giovanni Paolo Gibertini, włoski duchowny katolicki, biskup Reggio Emilia-Guastalla (zm. 2020)
- 1923:
  - Ryszard Doński, polski dziennikarz, publicysta (zm. 1972)
  - Richard Marsina, słowacki historyk, wykładowca akademicki (zm. 2021)
  - Boris Stukalin, radziecki polityk, dyplomata (zm. 2004)
  - Eric Sykes, brytyjski aktor, komik, reżyser, scenarzysta (zm. 2012)
  - Stanisław Zapolski, polski pułkownik, historyk (zm. 1997)
- 1924:
  - Halina Klatkowa, polska geograf, geomorfolog, wykładowczyni akademicka (zm. 1997)
  - Tatjana Nikołajewa, rosyjska pianistka, kompozytorka, pedagog (zm. 1993)
- 1925:
  - Jenő Buzánszky, węgierski piłkarz (zm. 2015)
  - Izak Goldfinger, izraelski działacz społeczny (zm. 2014)
  - Luis Herrera Campins, wenezuelski polityk, prezydent Wenezueli (zm. 2007)
  - Jean Tinguely, szwajcarski malarz, rzeźbiarz (zm. 1991)
- 1926:
  - Anna Jurczyńska, polska szachistka (zm. 2009)
  - Umberto Masetti, włoski motocyklista wyścigowy (zm. 2006)
  - Edwin Rozłubirski, polski generał dywizji (zm. 1999)
  - Bohdan Wiśniewski, polski filozof, filolog klasyczny, wykładowca akademicki (zm. 2007)
- 1927:
  - Louis Baise, południowoafrykański zapaśnik (zm. 2020)
  - Bernard Barbier, francuski geograf, wykładowca akademicki
  - Hajredin Çeliku, albański inżynier, polityk (zm. 2005)
- 1928:
  - Maynard Ferguson, kanadyjski trębacz jazzowy (zm. 2006)
  - Thomas Kinsella, irlandzki poeta, tłumacz (zm. 2021)
  - Bill Mollison, australijski ekolog, naturalista, wykładowca akademicki, pisarz (zm. 2016)
  - Hosni Mubarak, egipski dowódca wojskowy, polityk, prezydent Egiptu (zm. 2020)
  - Antoni Skibiński, polski generał brygady
  - Wolfgang von Trips, niemiecki kierowca wyścigowy (zm. 1961)
  - Joseph Tydings, amerykański prawnik, polityk, senator (zm. 2018)
  - Leon Wantuła, polski pisarz, działacz kulturalny, polityk, poseł na Sejm PRL (zm. 2005)
- 1929:
  - Manuel Contreras, chilijski generał (zm. 2015)
  - Ronald Golias, brazylijski aktor, komik (zm. 2005)
  - Audrey Hepburn, amerykańska aktorka (zm. 1993)
  - Johann Otto von Spreckelsen, duński architekt (zm. 1987)
- 1930:
  - Tanios El Khoury, libański duchowny maronicki, biskup Sydonu (zm. 2022)
  - Miljan Miljanić, serbski piłkarz, trener (zm. 2012)
  - Henryk Skolimowski, polski filozof, wykładowca akademicki (zm. 2018)
- 1931:
  - Wojciech Kurpik, polski konserwator dzieł sztuki (zm. 2025)
  - Walter Leiser, szwajcarski wioślarz (zm. 2023)
  - Jan Mizikowski, polski adwokat, polityk, poseł na Sejm RP (zm. 1999)
  - Giovanni Moioli, włoski teolog (zm. 1984)
  - Jan Pesman, holenderski łyżwiarz szybki (zm. 2014)
  - Giennadij Rożdiestwienski, rosyjski dyrygent (zm. 2018)
  - Charles Wilson, australijski rugbysta, działacz sportowy (zm. 2016)
- 1932 – Dragoslav Jakovljević, jugosłowiański bokser (zm. 2012)
- 1933 – Andrzej Tarkowski, polski embriolog, wykładowca akademicki (zm. 2016)
- 1934:
  - Patrick O’Donoghue, irlandzki duchowny katolicki, biskup Lancaster (zm. 2021)
  - Tatjana Samojłowa, rosyjska aktorka (zm. 2014)
- 1935:
  - Teodozja Borkowska, polska farmaceutka, polityk, poseł na Sejm PRL
  - José Luandino Vieira, angolski pisarz pochodzenia portugalskiego
  - José Sanfilippo, argentyński piłkarz
- 1936:
  - Andrzej Bober, polski dziennikarz, publicysta
  - Eleanor Coppola, amerykańska scenarzystka, operatorka i producentka filmowa (zm. 2024)
  - Myriam Rozenblum, francuska malarka pochodzenia żydowskiego (zm. 2008)
  - Stanisław Suchodolski, polski archeolog, historyk, numizmatyk
- 1937:
  - Ron Carter, amerykański kontrabasista jazzowy, kompozytor
  - Dick Dale, amerykański gitarzysta rockowy (zm. 2019)
  - Krzysztof Kalczyński, polski aktor (zm. 2019)
- 1938:
  - Leslie Epstein, amerykański pisarz (zm. 2025)
  - Adam Skorupka, polski pianista i kontrabasista jazzowy, kompozytor, aranżer
  - Hanna Stankówna, polska aktorka (zm. 2020)
  - Janusz Woda, polski szachista, trener
- 1939:
  - Paul Gleason, amerykański aktor (zm. 2006)
  - Pierre Méhaignerie, francuski polityk
  - Amos Oz, izraelski prozaik, eseista, publicysta (zm. 2018)
  - Igor Potapczenko, rosyjski lekkoatleta, średniodystansowiec (zm. 2018)
- 1940:
  - Robin Cook, amerykański pisarz
  - Wiktor Gietmanow, rosyjski piłkarz (zm. 1995)
  - Peter Gregg, amerykański kierowca wyścigowy (zm. 1980)
  - Andrzej Rozhin, polski aktor, reżyser teatralny (zm. 2022)
  - Peter Schreiner, niemiecki historyk, bizantynolog
- 1941:
  - Nick Ashford, amerykański muzyk, kompozytor, producent muzyczny (zm. 2011)
  - Erwin Kruk, polski prozaik, poeta, dziennikarz, polityk, senator RP (zm. 2017)
  - Jacek Osadowski, polski scenograf filmowy i telewizyjny (zm. 2025)
- 1942 – Germano Grachane, mozambicki duchowny katolicki, biskup Nacali
- 1943:
  - Georgi Asparuchow, bułgarski piłkarz (zm. 1971)
  - Stanisław Duszak, polski samorządowiec, wicemarszałek województwa lubelskiego
  - Jerzy Juliusz Kijowski, polski fizyk
  - Paul Terrio, kanadyjski duchowny katolicki, biskup Saint Paul
- 1944:
  - Gilles Berolatti, francuski florecista
  - Francisco Lerma Martínez, hiszpański duchowny katolicki, biskup Gurué (zm. 2019)
  - Gabriela Moyseowicz, polska pianistka, kompozytorka
  - Vojtěch Mynář, czeski samorządowiec, polityk, eurodeputowany (zm. 2018)
  - Russi Taylor, amerykańska aktorka głosowa (zm. 2019)
  - Edmund Wnuk-Lipiński, polski socjolog, wykładowca akademicki, pisarz science fiction (zm. 2015)
- 1945:
  - Jim Higgins, irlandzki polityk, eurodeputowany
  - Andrzej Szybka, polski piłkarz ręczny, bramkarz (zm. 2019)
- 1946:
  - John Barnard, brytyjski projektant samochodów wyścigowych
  - Stefan Kutrzeba, polski pianista, pedagog
  - Czesław Marzec, polski polityk, poseł na Sejm RP
  - Andrzej Pasiorowski, polski koszykarz
  - John Watson, brytyjski kierowca wyścigowy
- 1947:
  - Butch Beard, amerykański koszykarz, trener
  - John Bosley, kanadyjski przedsiębiorca, polityk (zm. 2022)
  - Richard Jenkins, amerykański aktor
  - Filip Trifonow, bułgarski aktor (zm. 2021)
  - Harry Winer, amerykański reżyser, scenarzysta i producent filmowy i telewizyjny
  - Wiesław Zięba, polski reżyser i scenarzysta filmów animowanych, grafik, satyryk, rysownik (zm. 2022)
- 1948:
  - Hurley Haywood, amerykański kierowca wyścigowy
  - Danuta Hołowińska, polska lekkoatletka, skoczkini wzwyż
  - Attila Kelemen, rumuński lekarz weterynarii, polityk, eurodeputowany (zm. 2022)
  - Elżbieta Kościk, polska historyk
  - Jerzy Tupou V, król Tonga (zm. 2012)
- 1949:
  - Mieczysław Maziarz, polski lekarz, polityk, senator RP (zm. 2020)
  - Graham Swift, brytyjski pisarz
  - Wiaczasłau Szarszunou, białoruski inżynier, polityk
  - Florian Wlaźlak, polski samorządowiec, prezydent Pabianic
- 1950:
  - Stanisław Bereś, polski poeta, krytyk literacki, tłumacz, historyk literatury
  - Patrick Daniel Koroma, sierraleoński duchowny katolicki, biskup Kenema (zm. 2018)
  - Janusz Maćkowiak, polski rolnik, polityk, poseł na Sejm RP
- 1951:
  - Colin Bass, brytyjski basista, członek zespołu Camel
  - Rolf de Heer, australijski reżyser i producent filmowy pochodzenia holenderskiego
  - Jackie Jackson, amerykański piosenkarz
  - Gérard Jugnot, francuski aktor, reżyser filmowy
  - Mick Mars, amerykański gitarzysta, członek zespołu Mötley Crüe
  - Hans-Jörg Pfister, szwajcarski piłkarz
  - Heinz Wirthensohn, szwajcarski szachista
- 1952:
  - Pedro Carlos Cipolini, brazylijski duchowny katolicki, biskup Santo André
  - David Della Rocco, włosko-amerykański aktor, komik
  - Belinda Green, australijska modelka, zdobywczyni tytułu Miss World
  - Antony Hamilton, australijsko-brytyjski aktor, tancerz, aktor (zm. 1995)
  - Krzysztof Magowski, polski reżyser filmowy
  - Kevin Scarce, australijski wiceadmirał, polityk, gubernator Australii Południowej
  - Zbigniew Szczepkowski, polski kolarz szosowy i torowy, trener (zm. 2019)
- 1953:
  - Oleta Adams, amerykańska wokalistka jazzowa i soulowa
  - Nina Gopowa, rosyjska kajakarka
  - Grzegorz Marciniak, polski lekarz, polityk, poseł na Sejm RP
  - Elke Rehder, niemiecka malarka, ilustratorka
  - Till Roenneberg, niemiecki biolog
  - Wołodymyr Stryżewski, ukraiński piłkarz, trener (zm. 2023)
- 1954:
  - Francisco Carlos Bach, brazylijski duchowny katolicki, biskup Joinville
  - Sylvia Burka, kanadyjska łyżwiarka figurowa pochodzenia łotewskiego
  - Roman Chojnacki, polski poeta, krytyk literacki, autor scenariuszy teatralnych
  - Doug Jones, amerykański polityk, senator
  - Łucja Matraszek, polska gimnastyczka
  - Walentina Sidorowa, rosyjska florecistka (zm. 2021)
  - Piotr Skiba, polski aktor, scenograf, kostiumograf
  - (lub 1953) Pia Zadora, amerykańska aktorka, piosenkarka pochodzenia włosko-polskiego
- 1955:
  - Bożena Dworecka-Kaszak, polska mikrobiolog, wykładowczyni akademicka (zm. 2021)
  - Benedikt Jóhannesson, islandzki przedsiębiorca, polityk
  - Pedro Sergio de Jesús Mena Díaz, meksykański duchowny katolicki, biskup pomocniczy Jukatanu
  - Ryszard Pasiewicz, polski bokser
  - Giovanni Procacci, włoski pedagog, polityk, eurodeputowany
  - Mihaela Runceanu, rumuńska piosenkarka (zm. 1989)
  - Mircea Tiberian, rumuński muzyk jazzowy, wykładowca akademicki
  - Ryszard Zbrzyzny, polski związkowiec, polityk, poseł na Sejm RP
- 1956:
  - Steve Barron, irlandzki reżyser, scenarzysta i producent filmowy
  - David Guterson, amerykański pisarz
  - Ulrike Meyfarth, niemiecka lekkoatletka, skoczkini wzwyż
  - Ken Oberkfell, amerykański baseballista
- 1957:
  - Vilija Aleknaitė-Abramikienė, litewska muzykolog, polityk
  - Elżbieta Doniec, polska koszykarka
  - Kathy Kreiner, kanadyjska narciarka alpejska
  - Jim McAlister, amerykański piłkarz, trener
- 1958:
  - Keith Haring, amerykański artysta współczesny
  - Jerzy Jarniewicz, polski poeta, tłumacz
  - Mats Nyberg, szwedzki curler
- 1959:
  - Pavel Chaloupka, czeski piłkarz (zm. 2025)
  - Valdemaras Chomičius, litewski koszykarz, trener
  - Andrzej Dziemianiuk, polski judoka
- 1960:
  - Werner Faymann, austriacki polityk, kanclerz Austrii
  - Beata Kozidrak, polska wokalistka, członkini zespołu Bajm
  - Małgorzata Pieczyńska, polska aktorka
- 1961:
  - Ermen Benítez, ekwadorski piłkarz
  - Luis Herrera, kolumbijski kolarz szosowy
  - Robert J. Lang, amerykański fizyk, origamista
  - Monika Rosca, polska aktorka dziecięca, później pianistka pochodzenia rumuńskiego
- 1962:
  - Ahmet Çakar, turecki sędzia piłkarski
  - Abel Campos, angolski piłkarz
- 1963:
  - Dariusz Kamys, polski kabareciarz
  - Andrzej Kania, polski samorządowiec, polityk, poseł na Sejm RP
  - Martin Schwalb, niemiecki piłkarz ręczny, trener
  - Stanisław Szyszkowski, polski polityk, poseł na Sejm RP
- 1964:
  - Mónica Bardem, hiszpańska aktorka
  - Andrzej Butruk, polski aktor, piosenkarz, satyryk, lektor (zm. 2011)
  - Silvia Costa, kubańska lekkoatletka, skoczkini wzwyż
  - Mark Leduc, kanadyjski bokser (zm. 2009)
  - Janusz Mastalski, polski duchowny katolicki, biskup pomocniczy krakowski
  - Igors Miglinieks, łotewski koszykarz, trener
  - Goran Prpić, chorwacki tenisista
  - Rocco Siffredi, włoski aktor, reżyser, scenarzysta i producent filmów pornograficznych
  - Ibrahim Mohamed Solih, malediwski polityk, prezydent Malediwów
  - Piotr Żuchowski, polski polityk, samorządowiec, wicemarszałek województwa warmińsko-mazurskiego
- 1965:
  - Maja Manołowa, bułgarska prawnik, polityk, rzecznik praw obywatelskich
  - Graziella Marok-Wachter, liechtensteińska i austriacka prawnik, polityk
  - Alena Mihulová, czeska aktorka
  - Krzysztof Ziarnik, polski żużlowiec
- 1966:
  - Emmanuel Bricard, francuski szachista
  - Piotr Tyma, polski historyk, dziennikarz, publicysta pochodzenia ukraińskiego
- 1967:
  - Riccardo Campa, włoski socjolog, wykładowca akademicki
  - Ana Gasteyer, amerykańska aktorka i komik
  - Béla Glattfelder, węgierski inżynier, polityk
  - Dominik Schwaderlapp, niemiecki duchowny katolicki, biskup pomocniczy Kolonii
  - Buenaventura Villamayor, filipiński szachista, trener
  - Akiko Yajima, japońska seiyū, aktorka dubbingowa
- 1968:
  - Olaf Bodden, niemiecki piłkarz
  - Francesca Bortolozzi, włoska florecistka
  - Shin Hong-gi, południowokoreański piłkarz, trener
- 1969:
  - Tomasz Kulawik, polski piłkarz, trener
  - Dorota Lanton, polska aktorka, piosenkarka
  - Witalij Parachnewycz, tadżycki piłkarz pochodzenia ukraińskiego
  - Zhuang Xiaoyan, chińska judoczka
- 1970:
  - Borys Alterman, izraelski szachista, trener
  - Sergio Basañez, meksykański aktor
  - Pier Domenico Della Valle, sanmaryński piłkarz
  - Karla Homolka, kanadyjska seryjna morderczyni
  - Lin Li, chińska pływaczka
  - Rafał Łukaszewicz, polski operator filmowy (zm. 2004)
  - Toni Najdoski, macedoński szachista, sędzia szachowy
  - Miho Nakayama, japońska aktorka (zm. 2024)
  - Dawn Staley, amerykańska koszykarka
  - Wishnutama, indonezyjski dziennikarz, polityk
  - Tandi Wright, nowozelandzka aktorka
- 1971:
  - Fabien Bertrand, francuski narciarz dowolny
  - Maciej Orzechowski, polski lekarz, samorządowiec, polityk, poseł na Sejm RP
  - Leonid Słucki, rosyjski piłkarz, bramkarz, trener
  - Agnieszka Truszyńska, polska piłkarka ręczna, trenerka
- 1972:
  - Mike Dirnt, amerykański basista, członek zespołu Green Day
  - Grzegorz Kasdepke, polski pisarz, autor utworów dla dzieci, scenarzysta
  - Artur Ławniczak, polski menedżer, urzędnik państwowy, samorządowiec, burmistrz Szadku
  - Mykoła Medin, ukraiński piłkarz, bramkarz, trener
  - Eric Nshimiyimana, rwandyjski piłkarz
  - Chris Tomlin, amerykański piosenkarz
- 1973:
  - Olga Adamska, polska aktorka
  - Katrin Apel, niemiecka biathlonistka
  - Guillermo Barros Schelotto, argentyński piłkarz
  - Asłanbek Fidarow, ukraiński zapaśnik (zm. 2020)
  - John Madden, kanadyjski hokeista
  - Gunther Schepens, belgijski piłkarz
  - Kaye Wragg, brytyjska aktorka
  - Giuseppe Zappella, włoski piłkarz
- 1974:
  - Mathieu Gourdain, francuski szablista
  - Krasimir Koczew, bułgarski zapaśnik (zm. 2025)
  - Paulo Murinello, portugalski rugbysta
  - Seo Dong-myung, południowokoreański piłkarz, bramkarz
  - Mariko Shimizu, japońska zapaśniczka
  - Jurij Wirt, ukraiński piłkarz, bramkarz
- 1975:
  - Kémoko Camara, gwinejski piłkarz, bramkarz
  - Milton Coimbra, boliwijski piłkarz
  - Michał Englert, polski operator i scenarzysta filmowy
  - Ołeksandra Fomina, ukraińska siatkarka
  - Óscar Jaenada, hiszpański aktor
  - Monika Mosiewicz, polska poetka
  - Sebastian Wenta, polski strongman
  - Dominika Wolski, polska aktorka
- 1976:
  - Gail Carriger, amerykańska pisarka science fiction
  - Enak Gavaggio, francuski narciarz dowolny
  - Daniel Gormally, brytyjski szachista
  - Kristin Hagel, kanadyjska lekkoatletka, tyczkarka
  - Yasuhiro Hato, japoński piłkarz
  - Simon Jentzsch, niemiecki piłkarz, bramkarz
  - Mariusz Jurasik, polski piłkarz ręczny
  - Michał Kowalski, polski samorządowiec, polityk, poseł na Sejm RP
- 1977:
  - Monika Bronicka, polska żeglarka sportowa, dziennikarka
  - Patrycja Bukowska, polska modelka, aktorka
  - Christine Guldbrandsen, norweska lekkoatletka, tyczkarka
  - Nestoras Komatos, grecki koszykarz
  - Tomasz Szafrański, polski reżyser i scenarzysta filmowy
  - Zsuzsanna Vörös, węgierska pięcioboistka nowoczesna
  - Piotr Włodarczyk, polski piłkarz
- 1978:
  - Erin Andrews, amerykańska dziennikarka sportowa
  - Igor Bišćan, chorwacki piłkarz
  - Ovidiu Bobîrnat, rumuński bokser
  - Ognjen Jovanić, chorwacki szachista
  - Kike, hiszpański futsalista
  - Daisuke Ono, japoński aktor
  - Brad Pennington, amerykański aktor
  - Vladimíra Uhlířová, czeska tenisistka
- 1979:
  - Jewgienij Aloszyn, rosyjski pływak
  - Lance Bass, amerykański piosenkarz, aktor, producent filmowy i telewizyjny
  - Oleg Butković, chorwacki samorządowiec, polityk
  - Pauline Croze, francuska piosenkarka
  - Jewhenija Duszkewycz, ukraińska siatkarka
  - Elco van der Geest, belgijski i holenderski judoka
  - Christo Janew, bułgarski piłkarz
  - Marie Poissonnier, francuska lekkoatletka, tyczkarka
  - Ryan Shay, amerykański lekkoatleta, maratończyk (zm. 2007)
- 1980:
  - Sonja Kolačarić, serbska aktorka
  - Vladimirs Koļesņičenko, łotewski piłkarz
  - Andrew Raycroft, kanadyjski hokeista, bramkarz
  - Tatjana Zautys, niemiecka siatkarka
- 1981:
  - Aldo Angoula, francuski piłkarz pochodzenia kameruńskiego
  - Eric Djemba-Djemba, kameruński piłkarz
  - Franco Fagioli, argentyński śpiewak operowy (kontratenor)
  - Marcin Kalisz, polski aktor
  - Amel Khamtache, algierska siatkarka
  - Aleksandr Kołobniew, rosyjski kolarz szosowy
  - Marion Kreiner, austriacka snowboardzistka
  - Marek Niedużak, polski prawnik, adwokat, urzędnik państwowy
  - Jan-Peter Peckolt, niemiecki żeglarz sportowy
  - Kubrat Pulew, bułgarski bokser
  - Roger Rinderknecht, szwajcarski kolarz górski
  - Patrick Wolf, austriacki piłkarz
- 1982:
  - Lee So-eun, południowokoreańska piosenkarka, prawniczka
  - Iwona Kandora, polska siatkarka
  - Norihito Kobayashi, japoński kombinator norweski
  - Masashi Ōguro, japoński piłkarz
  - Michele di Rocco, włoski bokser
  - Markus Rogan, austriacki pływak
- 1983:
  - Bang Gui-man, południowokoreański judoka
  - Raffaella Calloni, włoska siatkarka
  - Nancy Cheekoussen, maurytyjska lekkoatletka, tyczkarka
  - Sanni Grahn-Laasonen, fińska polityk
  - Ane Halsboe-Jørgensen, duńska polityk
  - Trisha Krishnan, indyjska aktorka
  - Julien Malzieu, francuski rugbysta
  - Alberto Regazzoni, szwajcarski piłkarz
  - Michael Rösch, niemiecki biathlonista
  - Neuza Silva, portugalska tenisistka
- 1984:
  - Little Boots, brytyjska piosenkarka
  - Olga Fatiejewa, rosyjska siatkarka
  - Mark Jamieson, australijski kolarz szosowy i torowy
  - Sarah Meier, szwajcarska łyżwiarka figurowa
  - Dimitri Peters, niemiecki judoka
- 1985:
  - Felipe Borges, brazylijski piłkarz ręczny
  - Minik Dahl Høegh, grenlandzki piłkarz ręczny
  - Fabián Espíndola, argentyński piłkarz
  - Fernandinho, brazylijski piłkarz
  - Megan Guarnier, amerykańska kolarka szosowa
  - JME, brytyjski raper, producent muzyczny
  - Emil Lindgren, szwedzki kolarz górski
  - Bo McCalebb, amerykańsko-macedoński koszykarz
  - Marcin Przybyłowicz, polski kompozytor
  - Elly Schlein, włoska polityk, eurodeputowana pochodzenia amerykańskiego
  - Zdeněk Simota, czeski żużlowiec
  - Agnieszka Starzyk, polska siatkarka
  - Laura Whitmore, irlandzka prezenterka telewizyjna
- 1986:
  - Devan Dubnyk, kanadyjski hokeista, bramkarz pochodzenia ukraińskiego
  - George Hill, amerykański koszykarz
  - Magdalena Krawczyk, polska lekkoatletka, kulomiotka
  - Igor Skorochodow, rosyjski hokeista
- 1987:
  - Zbigniew Bartman, polski siatkarz
  - Cesc Fàbregas, hiszpański piłkarz
  - Anna Koczetowa, rosyjska piłkarka ręczna
  - Jorge Lorenzo, hiszpański motocyklista wyścigowy
  - Ana Otasević, czarnogórska siatkarka
  - Maja Šćekić, serbska koszykarka
  - Mandy Wigger, szwajcarska siatkarka
- 1988:
  - Ołeksandr Abramenko, ukraiński narciarz dowolny
  - Xavier Bertoni, francuski narciarz dowolny
  - Mihaela Buzărnescu, rumuńska tenisistka
  - Terani Faremiro, polinezyjska lekkoatletka, wieloboistka
  - Westley Gough, nowozelandzki kolarz torowy i szosowy
- 1989:
  - Jorge Fernández Valcárcel, hiszpański siatkarz
  - Dániel Gyurta, węgierski pływak
  - Monika Kaczmarek, polska lekkoatletka, biegaczka długodystansowa
  - Tamás Kulifai, węgierski kajakarz
  - Mario Maloča, chorwacki piłkarz
  - James van Riemsdyk, amerykański hokeista
- 1990:
  - Ignacio Camacho, hiszpański piłkarz
  - Irina Falconi, amerykańska tenisistka pochodzenia ekwadorskiego
  - David Hasler, liechtensteiński piłkarz
  - Raheem Lawal, nigeryjski piłkarz
  - Timothy LeDuc, amerykański łyżwiarz figurowy
  - Bram Nuytinck, holenderski piłkarz
  - Héctor Ramos, portorykański piłkarz
  - Olivia Tomiałowicz, polska koszykarka
- 1991:
  - Nicolas Hasler, liechtensteiński piłkarz
  - Mārtiņš Jakovļevs, łotewski hokeista
  - Mam Na Imię Aleksander, polski raper
  - Tajbe Jusein Mustafa, bułgarska zapaśniczka pochodzenia tureckiego
  - Tamir Nabaty, izraelski szachista
  - Daniel Nieto, hiszpański piłkarz
- 1992:
  - Phyllis Francis, amerykańska lekkoatletka, sprinterka
  - Iga Grzywacka, polska aktorka, wokalistka
  - Victor Oladipo, amerykański koszykarz pochodzenia nigeryjskiego
  - Ashley Rickards, amerykańska aktorka
  - Shoni Schimmel, amerykańska koszykarka
  - Darcy Ward, australijski żużlowiec
  - Ramon Zenhäusern, szwajcarski narciarz alpejski
- 1993:
  - Vitālijs Barinovs, łotewski piłkarz
  - Jānis Bērziņš, łotewski koszykarz
  - Dorian Finney-Smith, amerykański koszykarz
  - Marloes Keetels, holenderska hokeistka na trawie
  - Iñigo Lekue, hiszpański piłkarz narodowości baskijskiej
  - Rusłan Malinowski, ukraiński piłkarz
  - Ajsułuu Tynybekowa, kirgiska zapaśniczka
- 1994:
  - Andriej Diesiatnikow, rosyjski koszykarz
  - Paulina Ducruet, członkini monakijskiej rodziny książęcej
  - Alexander Duncan-Thibault, kanadyjski siatkarz
  - Adéla Hanzlíčková, czeska zapaśniczka
- 1995:
  - Raibu Katayama, japoński snowboardzista
  - Alex Lawther, brytyjski aktor
  - Johnathan Motley, amerykański koszykarz
  - Julia Twardowska, polska siatkarka
- 1996:
  - Jaylen Adams, amerykański koszykarz
  - Arielle Gold, amerykańska snowboardzistka
  - Gaëtan Missi Mezu, gaboński piłkarz
  - Gabriel Santos, brazylijski pływak
  - Maximilian Steiner, austriacki skoczek narciarski
  - Mats Valk, holenderski speedcuber
- 1997:
  - Ben Dolic, słoweński piosenkarz
  - Jon Teske, amerykański koszykarz
- 1998:
  - Tijana Bogdanović, serbska zawodniczka taekwondo
  - Ludovico Giuliani, włoski siatkarz
  - Frank Jackson, amerykański koszykarz
  - Mei Shindō, japońska zapaśniczka
  - Weronika Papiernik, polska koszykarka
  - Paweł Tomczyk, polski piłkarz
- 1999:
  - Sead Hakšabanović, czarnogórski piłkarz
  - Dominik Steczyk, polski piłkarz
- 2000:
  - Alexandre Balmer, szwajcarski kolarz szosowy i górski
  - Nicholas Hamilton, australijski aktor, piosenkarz
  - Diego Hernández, kolumbijski piłkarz
  - Jasmin Kähärä, fińska biegaczka narciarska
  - Abdallahi Mahmoud, mauretański piłkarz
  - Sidney Obissa, gaboński piłkarz
  - Kevin Porter, amerykański koszykarz
  - Agustín Urzi, argentyński piłkarz
  - Julija Zdanowska, ukraińska matematyk, nauczycielka (zm. 2022)
- 2001:
  - Magomiedrasuł Asłujew, rosyjski i bahrajński zapaśnik
  - Nicolas Seiwald, austriacki piłkarz
- 2002 – Anastasija Petryk, ukraińska piosenkarka
- 2003 – Wálter Pineda, salwadorski piłkarz
- 2004:
  - Sultan Adil, emiracki piłkarz
  - Mahmud Walid Abd al-Fattah Ibrahim, egipski zapaśnik
- 2005 – Kenan Yıldız, turecki piłkarz
- 2006 – Javier Suárez, wenezuelski piłkarz
- 2007 – Kendry Páez, ekwadorski piłkarz
- 2009 – Henryk, duński książę

## Zmarli
- 304 – Florian z Lauriacum, męczennik, święty (ur. 250)
- 1293 – Wolkwin V von Waldeck, niemiecki arystokrata, duchowny katolicki, biskup Minden (ur. ok. 1240)
- 1406 – Coluccio Salutati, włoski polityk, humanista (ur. 1331)
- 1436 – (lub 27 kwietnia) Engelbrekt Engelbrektsson, szwedzki mąż stanu, bohater narodowy (ur. ok. 1436)
- 1471:
  - Ścibor z Gościeńczyc, polski duchowny katolicki, biskup płocki (ur. ?)
  - Edward Westminster, książę Walii (ur. 1453)
- 1485 – Michał Giedroyć, polski zakonnik, błogosławiony (ur. ok. 1425)
- 1505 – Władysław z Gielniowa, polski bernardyn, kaznodzieja, poeta, pieśniarz, błogosławiony (ur. ok. 1440)
- 1518 – Mikołaj Kościelecki, polski duchowny katolicki, biskup chełmski, sekretarz królewski (ur. 1450)
- 1519 – Wawrzyniec II Medyceusz, książę Urbino, władca Florencji (ur. 1492)
- 1528 – Bernhard Strigel, niemiecki malarz (ur. ok. 1460)
- 1535 – Straceni za odmowę uznania króla Henryka VIII Tudora najwyższym zwierzchnikiem Kościoła:
  - Jan Houghton, angielski zakonnik, męczennik, święty (ur. 1485)
  - Robert Lawrence, angielski zakonnik, męczennik, święty (ur. ?)
  - Ryszard Reynolds, angielski zakonnik, męczennik, święty (ur. 1492)
  - Augustyn Webster, angielski zakonnik, męczennik, święty (ur. ?)
- 1544 – Pierre de la Baume, francuski duchowny katolicki, biskup Genewy, arcybiskup Besançon, kardynał (ur. 1477)
- 1562 – Leliusz Socyn, włoski działacz reformacyjny, teolog antytrynitrański (ur. 1525)
- 1570 – Stanisław Penatius, polski humanista, pedagog, pisarz, bibliofil (ur. ?)
- 1571:
  - Fryderyk Kazimierz frysztacki, książę cieszyński (ur. 1541/42)
  - Piotr Viret, szwajcarski teolog reformowany (ur. 1511)
- 1582 – Giorgio Mainerio, włoski kompozytor (ur. 1535)
- 1586 – Johann Jakob Kuen von Belasy, austriacki duchowny katolicki, książę arcybiskup metropolita Salzburga (ur. ok. 1515)
- 1595 – Hugues Loubenx de Verdalle, francuski kardynał, wielki mistrz zakonu joannitów (ur. 1531)
- 1601 – Grzegorz z Żarnowca, polski polemista wyznaniowy, postylograf, teolog i kaznodzieja kalwiński (ur. ok. 1528)
- 1605 – Ulisses Aldrovandi, włoski humanista, lekarz, przyrodnik (ur. 1522)
- 1623 – Asprilio Pacelli, włoski kompozytor (ur. 1570)
- 1664 – Cornelis de Graeff, holenderski polityk, dyplomata (ur. 1599)
- 1677 – Isaac Barrow, angielski duchowny anglikański, teolog, matematyk (ur. 1630)
- 1709 – Nils Gyldenstolpe, szwedzki polityk, dyplomata (ur. 1642)
- 1715 – Mateusz Romer, polski szlachcic, polityk (ur. ?)
- 1721 – Nicolas Desmarets, francuski arystokrata, polityk, generalny inspektor finansów (ur. 1648)
- 1727 – Ludwik Armand II, książę Conti (ur. 1696)
- 1729 – Louis-Antoine de Noailles, francuski duchowny katolicki, arcybiskup Paryża, kardynał (ur. 1651)
- 1734 – James Thornhill, brytyjski malarz (ur. 1675/1676)
- 1737 – Ferdynand Kettler, książę Kurlandii i Semigalii, generał wojsk koronnych (ur. 1655)
- 1743 – Urszula Katarzyna Bokum, polska szlachcianka pochodzenia niemieckiego (ur. 1680)
- 1774 – Antoni Ulryk von Braunschweig-Wolfenbüttel, książę Brunszwiku-Beveren, dowódca wojskowy w służbie rosyjskiej (ur. 1714)
- 1781 – Józef Antoni Sołłohub, polski polityk (ur. 1709)
- 1786 – Leonardo Ximenes, włoski duchowny katolicki, astronom, inżynier, geograf (ur. 1716)
- 1792 – Giuseppe Garampi, włoski kardynał (ur. 1725)
- 1799 – Tipu Sultan, władca indyjskiego Królestwa Majsur (ur. 1750)
- 1814 – Bogumił Gabriel Walewski, polski szlachcic, polityk (ur. ?)
- 1816 – Samuel Dexter, amerykański prawnik, polityk (ur. 1761)
- 1824 – Jan Siestrzyński, polski lekarz, litograf (ur. 1788)
- 1826:
  - Carlo Antonio Lodovico Bellardi, włoski lekarz, botanik, mykolog, wykładowca akademicki (ur. 1741)
  - Thomas Jeffries, brytyjski seryjny morderca, kanibal (ur. ?)
- 1836 – Armand Philippon, francuski generał (ur. 1761)
- 1843 – Francisco de Sales Arrieta, peruwiański duchowny katolicki, arcybiskup Limy, prymas Peru (ur. 1768)
- 1848 – Antoni Bielski, polski duchowny katolicki, kapelan w powstaniu listopadowym (ur. 1801)
- 1855:
  - Jan Alcyato, polski działacz niepodległościowy, publicysta (ur. 1809)
  - Camille Pleyel, francuski pianista, kompozytor, wydawca, przedsiębiorca (ur. 1788)
- 1859 – Francis D’Arcy-Osborne, brytyjski arystokrata, polityk (ur. 1798)
- 1860 – Willoughby Cotton, brytyjski generał (ur. 1783)
- 1866 – Adam Gurowski, polski publicysta polityczny i historiozoficzny, polityk, panslawista (ur. 1805)
- 1869 – John Bell, amerykański polityk (ur. 1796)
- 1871 – Maria Annunziata Burbon-Sycylijska, księżniczka neapolska i sycylijska, arcyksiężna austriacka (ur. 1843)
- 1875 – Dominik Mayer, austriacki duchowny prawosławny, ordynariusz polowy Austro-Węgier (ur. 1809)
- 1884 – Maria Anna Sabaudzka, księżniczka sardyńska, cesarzowa austriacka, królowa węgierska i czeska (ur. 1803)
- 1885 – Irvin McDowell, amerykański generał major (ur. 1818)
- 1886:
  - Hieronim Napoleon Bońkowski, polski historyk, pedagog, powstaniec, emigrant (ur. 1807)
  - James Muspratt, brytyjski chemik, przemysłowiec (ur. 1793)
- 1887 – Konstanty Julian Ordon, polski oficer, uczestnik powstania listopadowego (ur. 1810)
- 1889:
  - Joanna Bobrowa, polska muza artystów (ur. 1807)
  - Józef Jabłkowski, polski przedsiębiorca (ur. 1817)
- 1892 – Wiktor Adam Malinowski, polski malarz, scenograf (ur. 1829)
- 1895:
  - Victor Emilio Moscoso Cárdenas, ekwadorski jezuita, męczennik, błogosławiony (ur. 1846)
  - Roundell Palmer, brytyjski arystokrata, prawnik, polityk (ur. 1812)
- 1896 – Józef Sikorski, polski muzyk, krytyk muzyczny (ur. 1813)
- 1897:
  - Isabella Banks, brytyjska poetka, pisarka (ur. 1821)
  - Henry Vandyke Carter, brytyjski anatom, chirurg, rysownik, wykładowca akademicki (ur. 1831)
  - Zofia Charlotta Wittelsbach, księżniczka bawarska (ur. 1847)
- 1900:
  - Julian Kuiłowski, ukraiński duchowny greckokatolicki, arcybiskup metropolita lwowski (ur. 1826)
  - Augustus Lane-Fox Pitt-Rivers, brytyjski generał, archeolog, antropolog (ur. 1827)
- 1901 – Antoni Franciszek Sotkiewicz, polski duchowny katolicki, biskup sandomierski (ur. 1826)
- 1902 – Moritz Trautmann, niemiecki laryngolog (ur. 1833)
- 1903:
  - Goce Dełczew, bułgarski rewolucjonista (ur. 1872)
  - Aleksander Goldstand, polski bankier pochodzenia żydowskiego (ur. 1838)
- 1912 – Nettie Stevens, amerykańska biolog, genetyk (ur. 1861)
- 1915 – William Richard Gowers, brytyjski neurolog, pediatra, malarz, rytownik (ur. 1845)
- 1916:
  - Feliks Bogacki, polski krytyk literacki, publicysta (ur. 1847)
  - Hector-Irénée Sévin, francuski duchowny katolicki, arcybiskup Lyonu i prymas Galii, kardynał (ur. 1852)
- 1919 – Milan Rastislav Štefánik, słowacki inżynier, astronom, generał, polityk (ur. 1880)
- 1924:
  - Eli Bowen, amerykański artysta cyrkowy (ur. 1844)
  - Adam Jędrzejowicz, polski ziemianin, polityk (ur. 1847)
  - Edith Nesbit, brytyjska pisarka, poetka (ur. 1858)
- 1927 – Gustav Tschermak, austriacki mineralog (ur. 1836)
- 1928 – Serafino Cimino, włoski duchowny katolicki, franciszkanin, arcybiskup, nuncjusz apostolski (ur. 1873)
- 1929:
  - Włodzimierz Kenig, polski skrzypek, dyrygent, kompozytor (ur. 1883)
  - Walter Padgett, brytyjski strzelec sportowy (ur. 1867)
- 1931 – Iwan Maksymowycz, ukraiński pułkownik (ur. 1864)
- 1933 – Saliamonas Banaitis, litewski bankier, wydawca, działacz społeczno-oświatowy (ur. 1866)
- 1934:
  - Sara Henckel von Donnersmarck, niemiecka arystokratka (ur. 1858)
  - Gustaw Truskolaski, polski generał brygady (ur. 1870)
- 1935:
  - Józef Mikułowski-Pomorski, polski chemik rolny, polityk, minister wyznań religijnych i oświecenia publicznego (ur. 1868)
  - Antoni Sym, polski leśnik (ur. 1862)
- 1936:
  - Henryk Cichowski, polski duchowny katolicki, teolog (ur. 1892)
  - Jan Łopuszański, polski inżynier hydrotechnik, polityk, minister robót publicznych (ur. 1875)
- 1937 – Johannes Walther, niemiecki geolog, paleontolog, wykładowca akademicki (ur. 1860)
- 1938:
  - Jigorō Kanō, japoński twórca judo, działacz sportowy (ur. 1860)
  - Carl von Ossietzky, niemiecki pisarz, dziennikarz, pacyfista, laureat Pokojowej Nagrody Nobla (ur. 1889)
- 1939 – Michaił Chriapienkow, radziecki kombryg, funkcjonariusz służb specjalnych (ur. 1897)
- 1941 – Chris McKivat, australijski rugbysta (ur. 1882)
- 1942:
  - Stanisław Barzdo, polski porucznik obserwator (ur. 1916)
  - Franciszek Bryja, polski duchowny katolicki, męczennik, Sługa Boży (ur. 1910)
  - Józef Czempiel, polski duchowny katolicki, męczennik, błogosławiony (ur. 1883)
  - Aleksander Falzmann, polski duchowny luterański pochodzenia niemieckiego (ur. 1887)
  - Teofil Fieweger, polski duchowny katolicki (ur. 1886)
  - Leon Formanowicz, polski duchowny katolicki, bibliofil, kolekcjoner ekslibrisów (ur. 1878)
- 1943:
  - Géo André, francuski wszechstronny lekkoatleta (ur. 1889)
  - Władysław Pasella, polski major (ur. 1890)
- 1944:
  - Szamil Abdraszytow, radziecki pilot wojskowy, as myśliwski (ur. 1921)
  - Leon Isakowicz, polski duchowny ormiańskokatolicki (ur. 1897)
- 1945:
  - Fedor von Bock, niemiecki feldmarszałek (ur. 1880)
  - Bazyli Martysz, polski duchowny prawosławny, protoprezbiter, naczelny kapelan wyznania prawosławnego WP, święty prawosławny, jeden z męczenników chełmskich i podlaskich (ur. 1874)
  - Walter Weiler, szwajcarski piłkarz (ur. 1903)
- 1946 – Jacob S. Kasanin, amerykański psychiatra, psychoanalityk pochodzenia rosyjskiego (ur. 1897)
- 1947:
  - Karl von Oberkamp, niemiecki generał major, zbrodniarz wojenny (ur. 1893)
  - Walter Nicolai, niemiecki pułkownik, szef wywiadu wojskowego (ur. 1873)
  - Mieczysław Wolfke, polski fizyk, wykładowca akademicki (ur. 1883)
- 1949:
  - Guglielmo Gabetto, włoski piłkarz (ur. 1916)
  - Giuseppe Grezar, włoski piłkarz (ur. 1918)
  - Ezio Loik, włoski piłkarz (ur. 1919)
  - Virgilio Maroso, włoski piłkarz (ur. 1925)
  - Valentino Mazzola, włoski piłkarz (ur. 1919)
- 1950:
  - William Rose Benét, amerykański poeta, prozaik (ur. 1886)
  - Lennart Hannelius, fiński strzelec sportowy (ur. 1893)
  - Urho Peltonen, fiński lekkoatleta, oszczepnik (ur. 1893)
- 1951 – Władysław Szczawiński, polski aktor, śpiewak, reżyser, dyrektor teatru (ur. 1879)
- 1952 – Jurij Bilibin, rosyjski geolog, wykładowca akademicki (ur. 1901)
- 1953:
  - Alexandre Pharamond, francuski rugbysta (ur. 1876)
  - Robert F. Wagner, amerykański polityk pochodzenia niemieckiego (ur. 1877)
- 1955:
  - Louis Breguet, francuski konstruktor, pionier lotnictwa (ur. 1880)
  - Henry Betterton, brytyjski prawnik, polityk (ur. 1872)
  - Richard MacGillivray Dawkins, brytyjski historyk, bizantynolog, archeolog, wykładowca akademicki (ur. 1871)
  - George Enescu, rumuński kompozytor, skrzypek, pianista, dyrygent, pedagog (ur. 1881)
  - Helena Górska, polska aktorka (ur. 1879)
  - Saša Rašilov, czeski aktor (ur. 1891)
- 1956 – Piotr Zabłocki, polski major piechoty (ur. 1897)
- 1957 – Gé Fortgens, holenderski piłkarz (ur. 1887)
- 1958:
  - Jane Arctowska, amerykańska śpiewaczka operowa, działaczka społeczna (ur. 1875)
  - Enno Littmann, niemiecki orientalista, wykładowca akademicki (ur. 1875)
- 1959:
  - Ashley Dukes, brytyjski dramaturg, krytyk teatralny (ur. 1885)
  - Georges-François-Xavier-Marie Grente, francuski duchowny katolicki, biskup Le Mans, kardynał (ur. 1872)
  - Heinrich Silber, estoński strzelec sportowy (ur. 1900)
- 1960:
  - Pedro Arispe, urugwajski piłkarz (ur. 1900)
  - Mateo Crawley-Boevey, brytyjski duchowny i misjonarz katolicki, Sługa Boży (ur. 1875)
  - Jumadurdy Garaýew, radziecki i turkmeński polityk (ur. 1910)
  - Gunnar Olsson, szwedzki piłkarz, trener (ur. 1901)
- 1961:
  - Johannes Hengeveld, holenderski przeciągacz liny (ur. 1894)
  - Maurice Merleau-Ponty, francuski filozof, wykładowca akademicki (ur. 1908)
  - Anita Stewart, amerykańska aktorka, producentka filmowa (ur. 1895)
  - Herbert Turnbull, brytyjski matematyk, wykładowca akademicki (ur. 1885)
- 1962 – Cécile Vogt, francuska neurolog (ur. 1875)
- 1964:
  - Joseph Gutsche, wschodnioniemiecki działacz komunistyczny, generał major Stasi (ur. 1894 lub 95)
  - Aleksander Kruszewski, polski artysta plastyk, malarz, rzeźbiarz, jubiler (ur. 1911)
  - André Lefèbvre, francuski kierowca wyścigowy, inżynier (ur. 1894)
  - Armando Lombardi, włoski duchowny katolicki, arcybiskup, nuncjusz apostolski (ur. 1905)
  - Marian Pirożyński, polski redemptorysta, publicysta, historyk Kościoła (ur. 1899)
  - Kaarel Robert Pusta, estoński dyplomata (ur. 1883)
- 1965:
  - Jisra’el Bar-Jehuda, izraelski polityk (ur. 1895)
  - Ewa Dzieduszycka, polska hrabina, podróżniczka (ur. 1879)
  - Kazimierz Król, polski polityk, poseł na Sejm PRL (ur. 1897)
- 1966:
  - Wojciech Brydziński, polski aktor, reżyser, prezes ZASP (ur. 1877)
  - Bob Elliott, amerykański baseballista (ur. 1916)
  - Adam Królikiewicz, polski major kawalerii, jeździec sportowy, trener i konsultant jazdy konnej (ur. 1894)
  - Amédée Ozenfant, francuski malarz, teoretyk sztuki (ur. 1886)
- 1967 – Mitrush Kuteli, albański pisarz, tłumacz, ekonomista (ur. 1907)
- 1969:
  - Oskar Maurus Fontana, austriacki prozaik, dramaturg, dziennikarz, krytyk teatralny (ur. 1889)
  - Osbert Sitwell, brytyjski poeta, prozaik (ur. 1892)
- 1970:
  - Bernard Frydrysiak, polski malarz, grafik (ur. 1908)
  - Zofia Grabowska, polska tancerka (ur. 1900)
  - Michaił Tichonrawow, rosyjski pułkownik, kolaborant, emigracyjny działacz kombatancki, publicysta (ur. 1891)
- 1971:
  - Seamus Elliott, irlandzki kolarz szosowy (ur. 1934)
  - Jadwiga Fabrycy, polska działaczka społeczna (ur. 1888)
- 1972:
  - Edward Calvin Kendall, amerykański biochemik, laureat Nagrody Nobla (ur. 1886)
  - Josep Samitier, hiszpański piłkarz, trener (ur. 1902)
  - Siergiej Timoszkow, radziecki generał major (ur. 1895)
- 1973:
  - Anton Ackermann, wschodnioniemiecki polityk (ur. 1905)
  - Jane Bowles, amerykańska pisarka, dramaturg pochodzenia żydowskiego (ur. 1917)
- 1974:
  - Felicja Curyłowa, polska malarka ludowa (ur. 1904)
  - Gerhard Lamprecht, niemiecki reżyser filmowy (ur. 1897)
  - Otton Nikodym, polski matematyk, wykładowca akademicki (ur. 1887)
- 1976:
  - Henri Bosco, francuski pisarz (ur. 1888)
  - Ignacy Mreła, polski major łączności (ur. 1895)
- 1977:
  - Karel Höger, czeski aktor, esperantysta (ur. 1909)
  - Emil Kaschub, niemiecki lekarz, zbrodniarz wojenny (ur. 1919)
  - Hans Martin Sutermeister, szwajcarski lekarz, wolnomyśliciel, polityk (ur. 1907)
- 1978 – Henryk Magnuski, amerykański inżynier, konstruktor, projektant pochodzenia polskiego (ur. 1909)
- 1979:
  - Anna Jaraczówna, polska aktorka (ur. 1916)
  - František Řezáč, czechosłowacki kolarz szosowy i torowy (ur. 1943)
- 1980:
  - Josip Broz Tito, jugosłowiański dowódca wojskowy, polityk komunistyczny, premier i prezydent Jugosławii (ur. 1892)
  - Tadeusz Malinowski, polski generał brygady (ur. 1888)
  - Tadeusz Waśko, polski piłkarz (ur. 1922)
- 1981 – Joachim Joachimczyk, polski fotoreporter, żołnierz AK, uczestnik powstania warszawskiego (ur. 1914)
- 1982 – Denis Hill-Wood, angielski krykiecista, działacz piłkarski (ur. 1906)
- 1983 – Shūji Terayama, japoński awangardowy poeta, prozaik, dramaturg, reżyser, aktor, fotograf (ur. 1935)
- 1984:
  - Diana Dors, brytyjska aktorka (ur. 1931)
  - Maria Marevna, rosyjska malarka pochodzenia polskiego (ur. 1892)
  - Willie Ormond, szkocki piłkarz, trener (ur. 1927)
- 1985 – Horatio Fitch, amerykański lekkoatleta, sprinter (ur. 1900)
- 1986 – Gieorgij Gause, rosyjski biolog, mikrobiolog (ur. 1910)
- 1987 – Konstanty Jeleński, polski kapral podchorąży, intelektualista, eseista, publicysta, krytyk literacki, tłumacz (ur. 1922)
- 1988:
  - Stanley William Hayter, brytyjski malarz, grafik, rysownik (ur. 1901)
  - Jan Mazurkiewicz, polski generał brygady (ur. 1896)
  - Oleg Żakow, rosyjski aktor (ur. 1905)
- 1990 – Jesse Tafero, Amerykanin, ofiara pomyłki sądowej (ur. 1946)
- 1991:
  - Muhammad Abd al-Wahhab, egipski kompozytor, piosenkarz, aktor (ur. 1902)
  - Jerzy Strzałkowski, polski oficer, uczestnik powstania warszawskiego, pedagog (ur. 1911)
  - Dennis Crosby, amerykański piosenkarz, aktor (ur. 1934)
- 1992:
  - Auguste Hellemans, belgijski piłkarz, trener (ur. 1907)
  - Thomas O. Paine, amerykański naukowiec, administrator NASA (ur. 1921)
- 1993 – Aleksander Szeligowski, polski kompozytor, pedagog (ur. 1934)
- 1994:
  - Heinrich Homann, niemiecki polityk (ur. 1911)
  - Milada Ježková, czeska aktorka (ur. 1910)
  - Wanda Zawidzka-Manteuffel, polska graficzka, plakacistka, projektantka wyrobów ze szkła, ceramiki i tkanin (ur. 1906)
- 1995:
  - Cornelio Fabro, włoski filozof, teolog, wykładowca akademicki (ur. 1911)
  - Julian Groblicki, polski duchowny katolicki, biskup pomocniczy krakowski (ur. 1908)
  - Lidia Kłobucka, polska śpiewaczka operetkowa (ur. 1932)
- 1997 – Wijeyananda Dahanayake, cejloński polityk, premier Cejlonu (ur. 1902)
- 1998 – Nicolò Rode, włoski żeglarz sportowy (ur. 1912)
- 2000:
  - Hendrik Casimir, holenderski fizyk teoretyczny, wykładowca akademicki (ur. 1909)
  - Humberto Donoso, chilijski piłkarz (ur. 1938)
- 2002 – Stanisław Niwiński, polski aktor (ur. 1932)
- 2003 – Zofia Kurzowa, polska językoznawczyni, wykładowczyni akademicka (ur. 1931)
- 2004:
  - John Barton, amerykański polityk (ur. 1906)
  - Władimir Czernyszow, radziecki siatkarz (ur. 1951)
  - Clement Dodd, jamajski producent muzyczny (ur. 1932)
  - Hugh Gillin, amerykański aktor (ur. 1925)
- 2005:
  - Tadeusz Gicgier, polski prozaik, poeta (ur. 1927)
  - Luis Taruc, filipiński działacz komunistyczny (ur. 1913)
- 2006 – Husik Harutiunian, ormiański polityk (ur. 1945)
- 2007:
  - Tadeusz Kotula, polski historyk (ur. 1923)
  - Noël Milarew Odingar, czadyjski wojskowy, polityk, p.o. prezydenta Czadu (ur. 1932)
  - José Antonio Roca, meksykański piłkarz, trener (ur. 1928)
- 2008:
  - Fred Haines, amerykański scenarzysta filmowy (ur. 1936)
  - Maciej Piwowoński, polski lekkoatleta, piłkarz ręczny, koszykarz, trener, działacz i dziennikarz sportowy (ur. 1928)
  - Andrzej Terej, polski producent filmowy, pilot rajdowy (ur. 1961)
- 2009:
  - Dom DeLuise, amerykański aktor (ur. 1933)
  - Wilhelm Stonawski, polski duchowny luterański (ur. 1926)
- 2010:
  - Freddy Kottulinsky, niemiecki kierowca wyścigowy (ur. 1932)
  - Luigi Poggi, włoski kardynał (ur. 1917)
  - Stefan Zabieglik, polski filozof (ur. 1945)
- 2011:
  - Karolina Borchardt, polska aktorka (ur. 1920)
  - Frans Sammut, maltański pisarz (ur. 1945)
- 2012:
  - Krystyna Ciechomska, polska aktorka (ur. 1921)
  - Jadwiga Kosowska-Rataj, polska filolog, pedagog (ur. 1950)
  - Edward Short, brytyjski polityk (ur. 1912)
  - Yoshiho Umeda, japoński przedsiębiorca związany z Polską, działacz opozycji antykomunistycznej (ur. 1949)
  - Rashidi Yekini, nigeryjski piłkarz (ur. 1963)
- 2013:
  - Christian de Duve, belgijski cytolog, laureat Nagrody Nobla (ur. 1917)
  - Mario Machado, amerykański aktor (ur. 1935)
  - Joseph Nsubuga, ugandyjski bokser (ur. 1955)
- 2014:
  - Toimi Alatalo, fiński biegacz narciarski (ur. 1929)
  - Elena Baltacha, brytyjska tenisistka pochodzenia ukraińskiego (ur. 1983)
  - Al Pease, kanadyjski kierowca wyścigowy (ur. 1921)
  - Tatjana Samojłowa, rosyjska aktorka (ur. 1934)
  - Tony Settember, amerykański kierowca wyścigowy (ur. 1926)
  - Bohdan Skaradziński, polski pisarz, publicysta, działacz społeczny (ur. 1931)
- 2015:
  - Ellen Albertini Dow, amerykańska aktorka (ur. 1913)
  - Józef Hajdasz, polski perkusista, członek zespołu Breakout (ur. 1941)
  - Andrew Lewis, gujański bokser (ur. 1970)
  - Tadeusz Łaukajtys, polski alpinista (ur. 1940)
- 2016:
  - Jean-Baptiste Bagaza, burundyjski wojskowy, polityk, prezydent Burundi (ur. 1946)
  - Robert Foster Bennett, amerykański polityk (ur. 1933)
  - Adłan Warajew, rosyjski zapaśnik (ur. 1962)
- 2017:
  - Jan Augustynowicz, polski duchowny katolicki, publicysta, dziennikarz (ur. 1958)
  - William Baumol, amerykański ekonomista (ur. 1922)
  - Ruwen Ogien, francuski filozof pochodzenia żydowskiego (ur. 1949)
- 2018 – Antoni Słociński, polski aktor (ur. 1925)
- 2019 – Otto-Erich Lund, niemiecki okulista (ur. 1925)
- 2020:
  - Jonasz (Karpuchin), rosyjski duchowny prawosławny, biskup metropolita astrachański i jenotajewski (ur. 1941)
  - Michael McClure, amerykański poeta, prozaik, dramaturg, autor tekstów piosenek (ur. 1932)
  - Andrzej Zięba, polski prawnik, politolog (ur. 1946)
- 2021:
  - Simon Achidi Achu, kameruński polityk, minister sprawiedliwości, premier Kamerunu (ur. 1932)
  - Nick Kamen, brytyjski model, piosenkarz (ur. 1962)
  - Alan McLoughlin, irlandzki piłkarz (ur. 1967)
  - Artur Przygoda, polski gitarzysta, kompozytor, realizator dźwięku, członek zespołu Farba (ur. 1964)
  - Ireneusz Krzysztof Szmidt, polski poeta (ur. 1935)
- 2022:
  - Zbigniew Kicka, polski bokser (ur. 1950)
  - Józef Leśniak, polski polityk, poseł na Sejm RP, wicewojewoda małopolski (ur. 1968)
  - Harm Ottenbros, holenderski kolarz szosowy i torowy (ur. 1943)
- 2023:
  - Petr Klíma, czeski hokeista (ur. 1964)
  - Rifat Rastoder, czarnogórski dziennikarz, polityk, p.o. prezydenta Czarnogóry (ur. 1950)
  - Tom Spencer, brytyjski polityk, eurodeputowany (ur. 1948)
  - Georgi Stojkowski, bułgarski lekkoatleta, trójskoczek (ur. 1941)
- 2024:
  - Dagoberto Fontes, urugwajski piłkarz, trener (ur. 1943)
  - Anthony Pascal Rebello, kenijski duchowny katolicki, werbista, biskup Francistown (ur. 1950)
  - Frank Stella, amerykański malarz, grafik (ur. 1936)
- 2025:
  - Wiktor Awdyszew, rosyjski zapaśnik (ur. 1956)
  - Mirosław Filonik, polski rzeźbiarz, autor instalacji świetlnych (ur. 1958)
  - Helmut Juros, polski duchowny katolicki, salwatorianin, teolog, etyk, politolog, profesor nauk humanistycznych (ur. 1933)
  - Dawid Karako, izraelski piłkarz (ur. 1945)
  - Tadeusz Makarewicz, polski pułkownik (ur. 1925)
  - Jochen Mass, niemiecki kierowca wyścigowy (ur. 1946)
  - Peter McParland, północnoirlandzki piłkarz, trener (ur. 1934)
  - Petros Moliwiatis, grecki prawnik, dyplomata, urzędnik państwowy, polityk, minister spraw zagranicznych (ur. 1928)
  - Uno Piir, estoński piłkarz, trener (ur. 1929)
  - Gerald Walsh, amerykański duchowny katolicki, biskup pomocniczy Nowego Jorku (ur. 1942)
  - Włodzimierz Zieliński, polski generał brygady, wykładowca akademicki (ur. 1951)